# 章华镇
章华镇，原为城关镇，是中华人民共和国湖南省岳陽市华容县下辖的一个镇。位于华容县中，华容河两岸。306省道、203省道穿境而过。

## 建制沿革
- 1912年，称章台镇；
- 1950年，称城关镇；
- 1958年，改公社；
- 1980年，重设城关镇。

## 行政区划
章华镇下辖以下村级行政区划单位：
东街社区、南街社区、西街社区、北街社区、状元街社区、广夏小区社区、水乡街社区、陵园街社区、桥东街社区、章台街社区、城兴街社区、华阳街社区、环城村、李家湖村和水产场村。